# CTD (oceanografia)

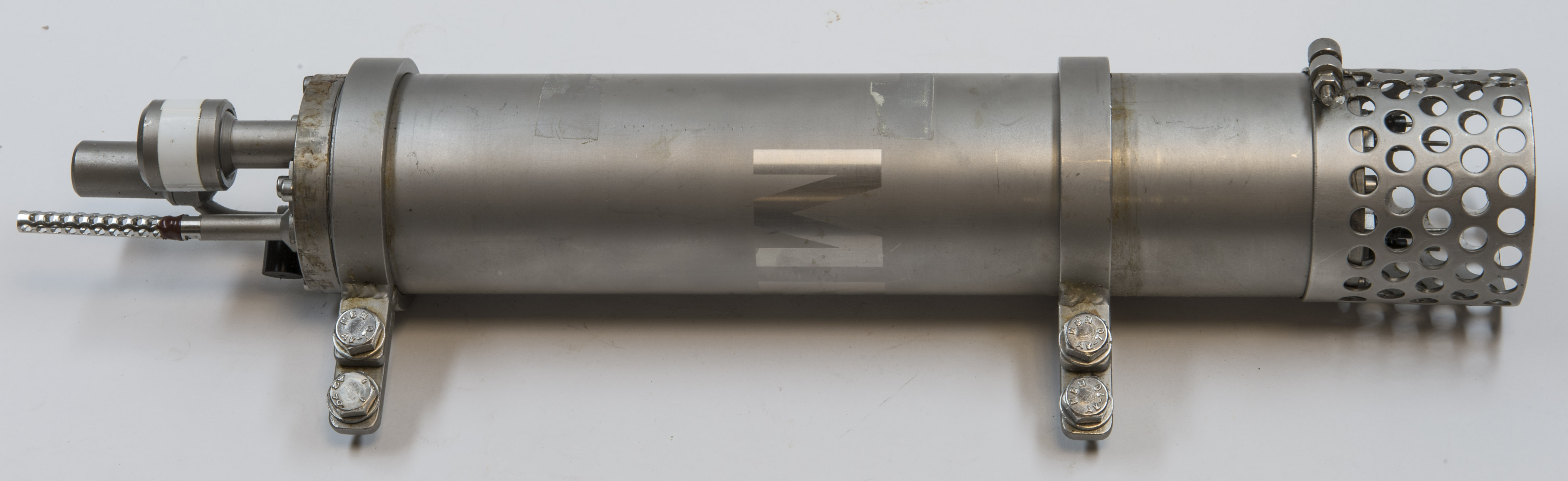
CTD, instrumento oceanográfico utilizado para medir condutividade, temperatura e pressão da água do mar.

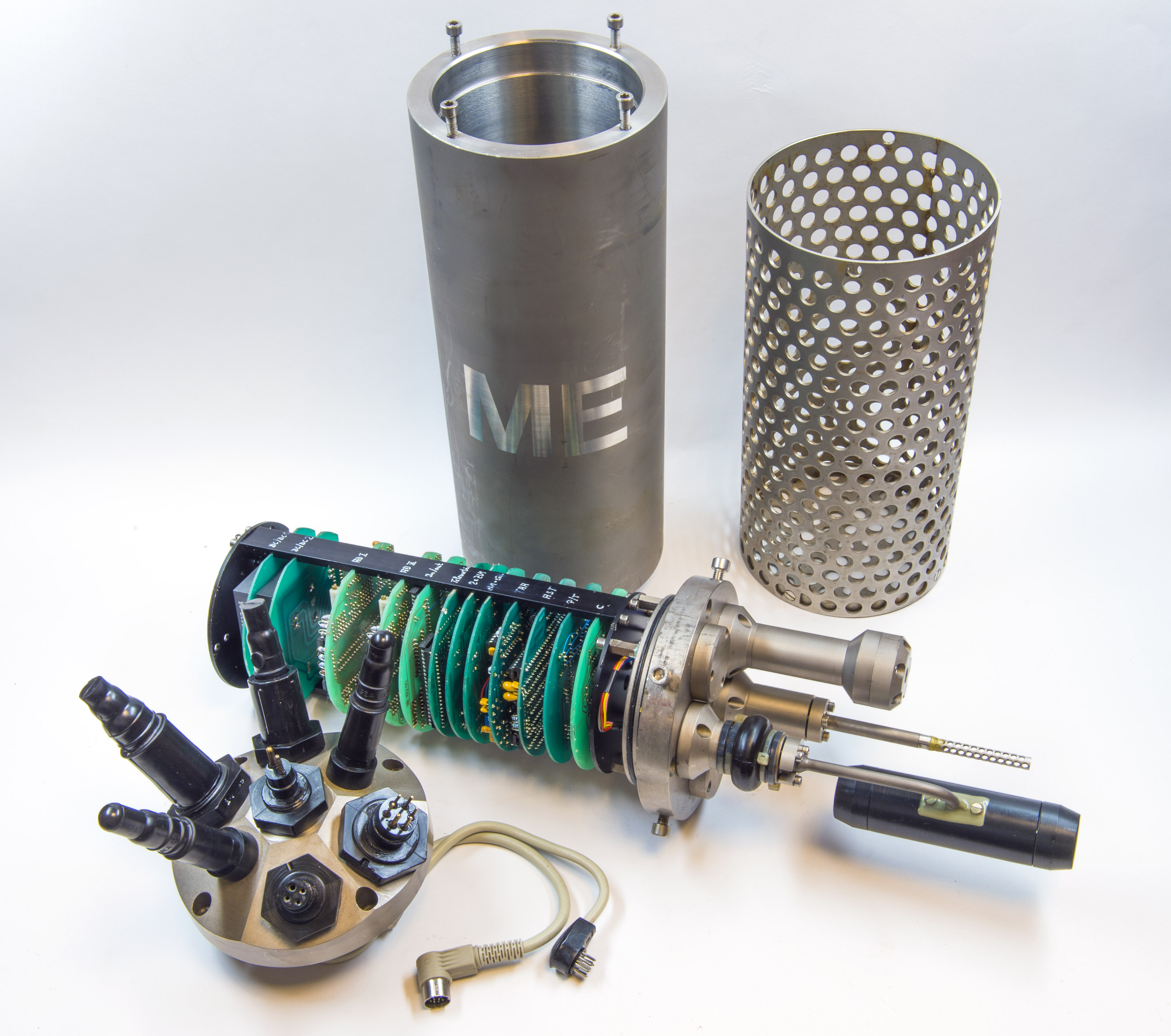
Partes de um CTD desmontado

Perfis verticais de temperatura e salinidade na coluna de água do Oceano Ártico registrados por um CTD.

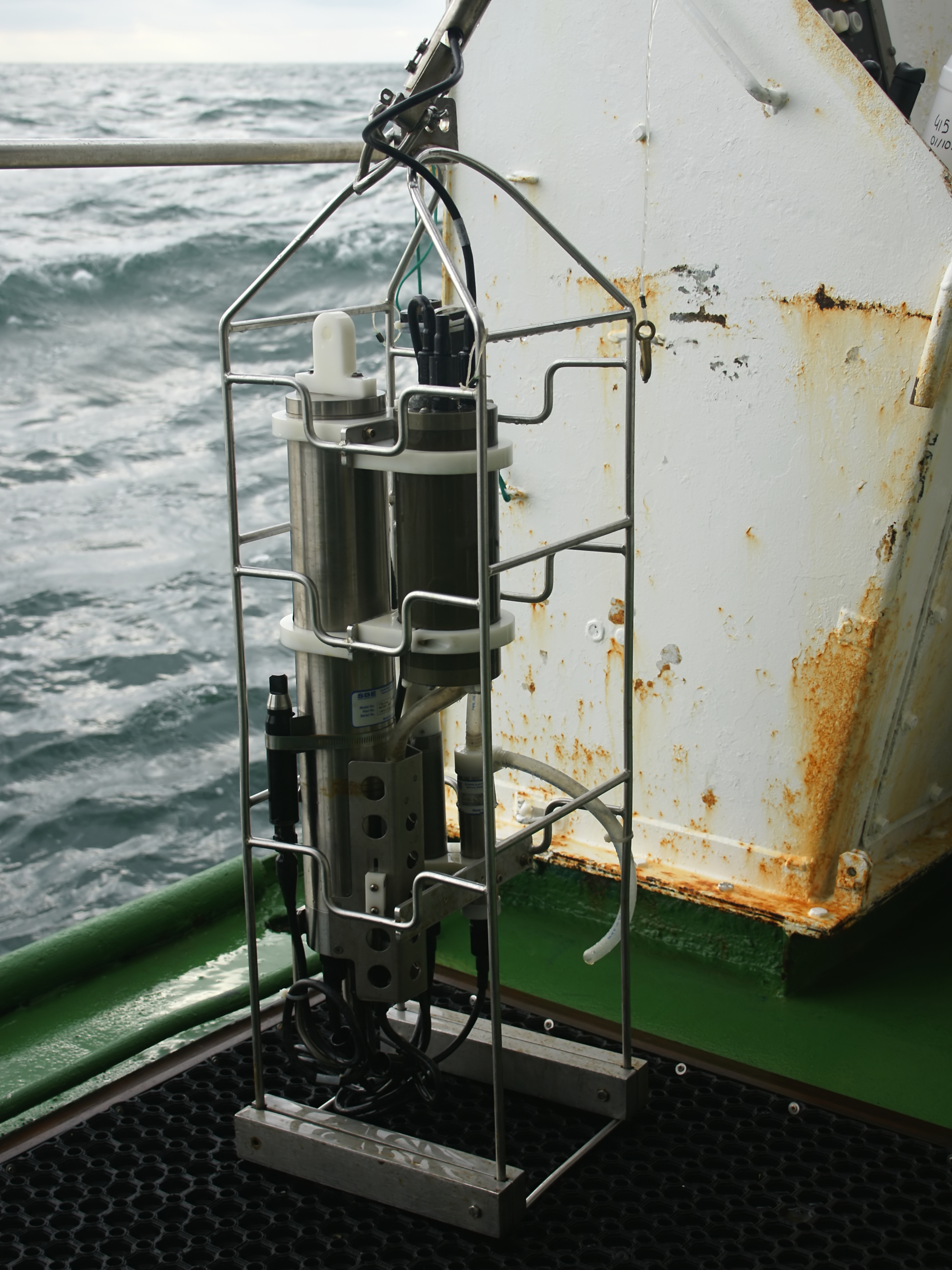
CTD protegido por uma armação metálica a fim de evitar choque mecânico.

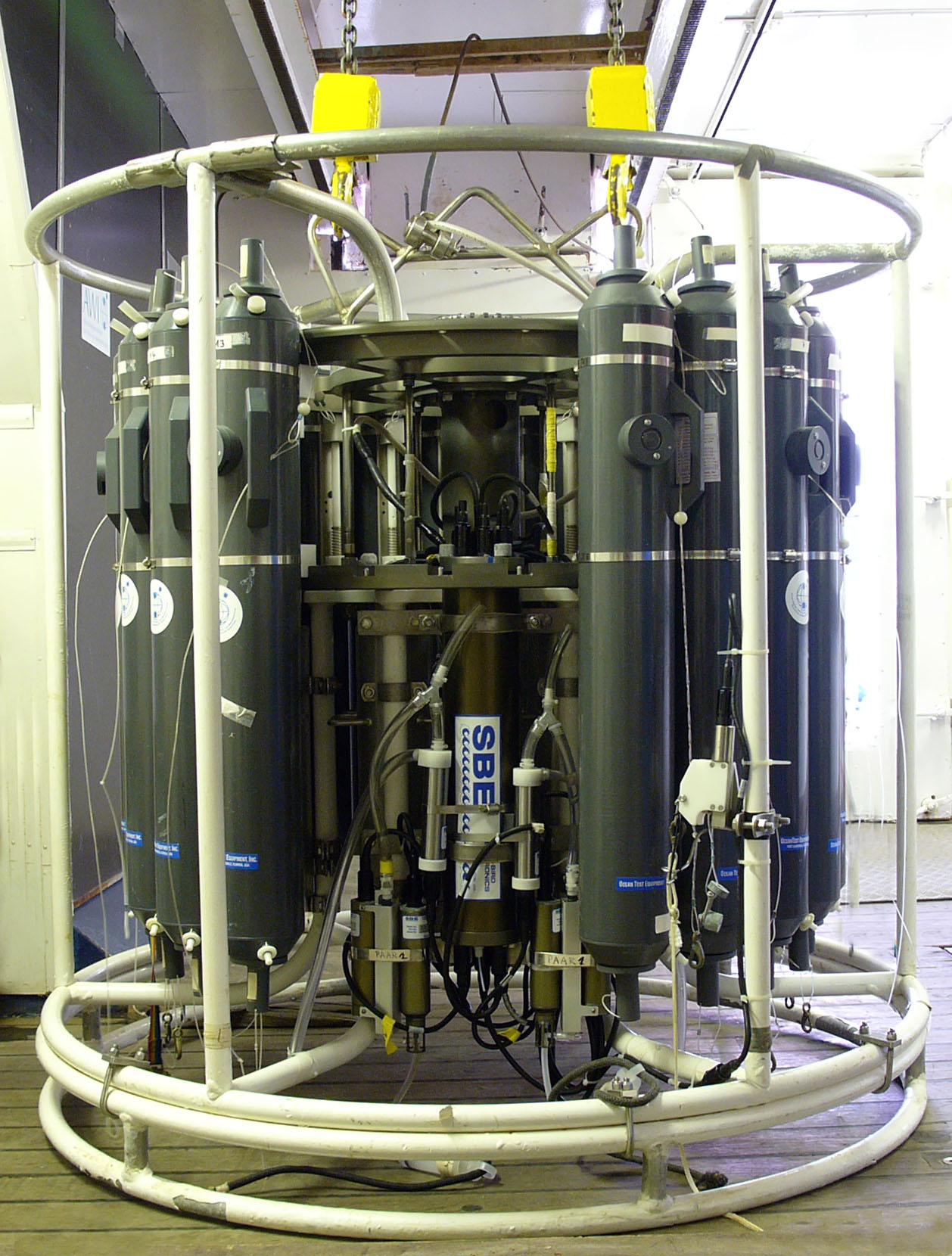
CTD (marca SBE) acoplado verticalmente no centro de uma roseta.

CTD (sigla derivada do inglês: conductivity, temperature and depth) é um instrumento oceanográfico que possui sensores para registrar condutividade, temperatura e pressão na coluna de água. As medidas de condutividade e pressão podem ser convertidas em salinidade e profundidade, respectivamente. O CTD apresenta boa exatidão e elevadas taxas de amostragem (registro de suas medidas), sendo comumente empregado na obtenção de perfis verticais de importantes variáveis físicas da água do mar. De uma maneira geral, o instrumento possui tamanho e peso reduzidos devido aos materiais empregados na sua fabricação, como titânio, alumínio e plásticos especiais. O CTD utiliza sensores modulares e intercambiáveis que possuem uma grande flexibilidade na configuração do instrumento, facilitando a manutenção e calibração dos mesmos.  Além dos três sensores básicos, o CTD também pode ser configurado com outros sensores a fim de medir mais parâmetros da água, como pH, oxigênio dissolvido, turbidez e fluorescência.

## História
Antes da invenção do CTD, a salinidade e a temperatura da água do mar eram medidas através de garrafas de Nansen que desciam enfileiradas através de um cabo conectado ao guincho do navio oceanográfico. As garrafas eram equipadas com termômetros de reversão que registravam a temperatura da água e retornavam para o navio com uma amostra de água coletada em determinada profundidade. Essa amostra era usada para medir a salinidade da água a bordo do navio. O primeiro CTD foi construído em 1955 na Nova Zelândia pelos oceanógrafos Neil Brown e Bruce Harmon, que foram professores do Woods Hole Oceanographic Institution, Estados Unidos.  Assim, a partir do início da década de 1960, as garrafas de Nansen - uma espécie de "CTD analógico" - passaram a ser substituídas pelo CTD eletrônico nos navios oceanográficos.
Nos primeiros CTDs, a condutividade era medida através de uma célula composta por quatro mini-eletrodos de platina.[carece de fontes?] Esta célula de quatro eletrodos eliminava os erros devido à polarização na interface eletrodo-água do mar.[carece de fontes?] A temperatura era medida através de um sensor composto pela combinação de um mini-termostato de resposta rápida e um termoresistor de platina.[carece de fontes?] As saídas de temperatura eram processadas para alcançar tanto a precisão da platina quanto a velocidade da sonda.[carece de fontes?] O sensor de pressão era um medidor de tensão, compensado para minimizar os efeitos da temperatura.
Os CTDs modernos apresentam alta eficácia para o trabalho em fina escala e alta precisão para estudos no oceano profundo.  Por exemplo, o sensor de condutividade pode apresentar precisão na ordem de uma parte por milhão (ppm), enquanto o sensor de temperatura pode ter precisão superior a 0,001 °C (com capacidade de medir temperaturas entre -3 e +40 °C).[carece de fontes?] Atualmente existem várias empresas que fabricam CTDs com diferentes precisões e limites de uso em profundidade. Por exemplo, existem CTDs para operação em águas rasas (menos de 600 m de profundidade) até instrumentos que podem ser lançados a profundidades maiores que 10.000 m devido a uma carapaça de titânio em sua estrutura. As medidas dos sensores são gravadas em formato digital, tanto no instrumento quanto em um computador a bordo do navio.

## Princípio de funcionamento
Um CTD básico possui três sensores internos cujo princípio de funcionamento baseia-se em medições elétricas que registram dados de condutividade, temperatura e pressão.
A condutividade é uma medida da capacidade da água de conduzir corrente elétrica. Água pura tem baixa condutividade elétrica, enquanto água com sais dissolvidos na forma de íons tende a conduzir mais corrente elétrica. Através da utilização de eletrodos é possível estimar a quantidade de sais dissolvidos na água do mar. Neste caso, água passa entre duas placas nas quais é aplicada uma corrente elétrica. Os íons presentes na água conduzem eletricidade. Com a resistência que a água oferece para essa corrente elétrica, é possível estimar a quantidade de sais dissolvidos na água do mar (salinidade).  
A temperatura é medida a partir de alterações na resistência elétrica de um metal, que por sua vez expande ou contrai conforme as mudanças de temperatura na água. Desse modo, a corrente elétrica passa através de um fio de metal e é medida por termístores (sensores de temperatura fabricados com materiais semicondutores) que podem ter resistências variadas.  
A pressão é medida a partir de um pequeno compartimento rígido preenchido por um fluido, no qual está inserida uma resistência. Uma das paredes desse compartimento é composta de uma membrana flexível. À medida que a pressão aumenta, a membrana pressiona o fluido dentro do compartimento e consequentemente altera a medida da corrente elétrica que passa pela resistência. A partir da medida de pressão é possível identificar a profundidade na qual encontra-se o equipamento.  

## CTD multiparamétrico
Atualmente estão disponíveis comercialmente diversos modelos de CTD que vêm com outras sondas acopladas, além dos três sensores básicos de condutividade, temperatura e pressão. Exemplos dessas sondas incluem sensores para registrar parâmetros como oxigênio dissolvido, pH, clorofila e turbidez. Em geral, esses sensores multiparamétricos coletam dados com boa exatidão e resolução. Os tipos de sensores que podem ser acoplados a um CTD multiparamétrico, bem como a exatidão e a resolução dos dados coletados variam entre os diversos fabricantes.

## Utilização em oceanografia
Em oceanografia, o CTD é um equipamento importante para estudar os parâmetros de uma determinada parcela de água. A medida das variáveis temperatura, salinidade e pressão é utilizada para calcular a densidade da água. Esta, por sua vez, é uma propriedade fundamental no estudo dos movimentos das massas de água.

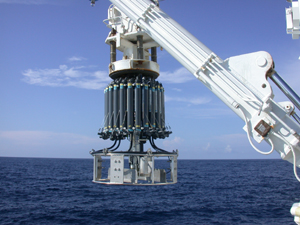
CTD acoplado horizontalmente na base de uma roseta.

Salinidade, temperatura e profundidade são informações básicas quando se trata de um estudo oceanográfico. Os dados coletados com o CTD fornecem essas informações, que são importantes para todas as áreas da oceanografia: física, química, biológica e geológica.     Existem modelos de CTD adequados para as condições particulares de cada ambiente, seja ele a coluna de água do estuário, do ambiente nerítico ou do ambiente oceânico.      
A compreensão dos processos físicos que atuam no oceano é essencial para investigar a distribuição das propriedades químicas da água e para o entendimento dos ecossistemas aquáticos. As informações registradas pelo CTD também podem auxiliar no entendimento de outros processos oceanográficos, como a distribuição e os fluxos de nutrientes, hidrocarbonetos e material particulado em suspensão na água do mar.
O CTD também é utilizado no monitoramento ambiental de determinadas áreas. Neste caso, o equipamento pode ficar fundeado a uma certa profundidade na coluna de água e envia dados em tempo real para uma central de monitoramento. Os dados do CTD, juntamente com outros dados (ex.: vento, ondulação, correntes), podem ser inseridos em modelos matemáticos que simulam a dinâmica de diversas variáveis (ex.: oxigênio dissolvido, turbidez, clorofila, pH, hidrocarbonetos, material particulado em suspensão) da área monitorada. Assim, o CTD pode auxiliar na tomada de decisões de interesse público ou privado, seja em desastres, construções, abertura de canais, manutenção e monitoramento de portos, entre outros.  